# نظرة الأديان للانتحار

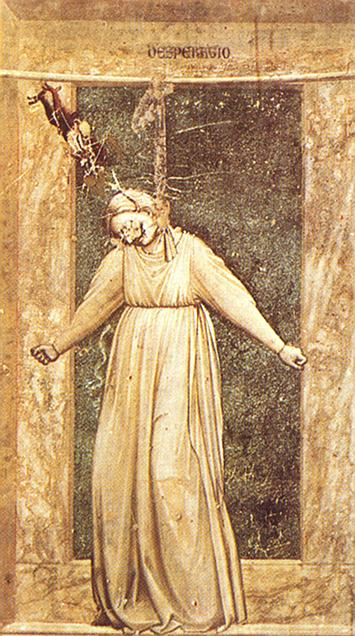
لوحة لجوتو تصور شخصًا يرتكب خطيئة اليأس، أي رفض رحمة الإله، لأنه عندما يختنق لا يستطيع أن يطلب التوبة

الانتحار هو «أن يقتل الشخص نفسه»، وهناك تنوع في وجهات نظر الأديان تجاه الانتحار، وفي ديانات التوحيد، المستندة إلى الكتب السماوية، يعتبر الإنسان عبدا لله، وأن الحياة هبة الله له، فلا يتصرف فيها إلا بأمر الله، كما أن الانتحار في الإسلام من المحرمات، ويتفق هذا مع بعض الديانات السماوية، باعتباره خطيئة. كما أن هناك ديانات أخرى تعتقد أن للإنسان حق الانتحار، وهو مبني على إعطاء الإنسان مطلق الحرية. ويعتمد حكم الانتحار في الشرائع السماوية على عبودية الإنسان لله، والإيمان بالآخرة، وتحديد مفهوم الحرية الشخصية.

## الديانات الإبراهيمية

### الانتحار في الإسلام
الانتحار محرم في الإسلام لقول القرآن: ﴿يَا أَيُّهَا الَّذِينَ آمَنُوا لَا تَأْكُلُوا أَمْوَالَكُمْ بَيْنَكُمْ بِالْبَاطِلِ إِلَّا أَنْ تَكُونَ تِجَارَةً عَنْ تَرَاضٍ مِنْكُمْ وَلَا تَقْتُلُوا أَنْفُسَكُمْ إِنَّ اللَّهَ كَانَ بِكُمْ رَحِيمًا ۝٢٩﴾ (النساء:29)، فالنفس ملك لله وليس لأحد أن يقتل نفسه.
روي عن أبي هريرة في  صحيح مسلم: 
| نظرة الأديان للانتحار | من قتل نفسه بحديدة فحديدته في يده يتوجأ بها في بطنه في نار جهنم خالدا مخلدا فيها أبدا، ومن شرب سما فقتل نفسه فهو يتحساه في نار جهنم خالدا مخلدا فيها أبدا، ومن تردى من جبل فقتل نفسه فهو يتردى في نار جهنم خالدا مخلدا فيها أبدا. | نظرة الأديان للانتحار |

#### مفهوم الحرية والاختيار
من المعلوم أنه يمكن للإنسان أن يختار في حياته أشياء، وله حرية في أن يختار ما يأكل أو يشرب أو يلبس، أو يفعل أو يترك، لكن من المؤكد أن هناك قيود لهذه الحرية، وأن هذا الاختيار لا يتجاوز حدود الممكن، بدليل الواقع، فهو لم يوجد نفسه، ولا يستطيع أن يحدد المواصفات التي يخلق بها، ولا يملك أمر الموت والحياة، فليس بمقدوره أن يقرر متى سيولد، أو كم سيعيش، ولا أن يدفع عن نفسه الموت، إلى غير ذلك، مما هو عاجز عنه، فهو بلا شك مفتقر إلى الآخرين، في الوجود والحياة، فليس له أن يخرق القوانين، ولا أن يتعدى على الغير، فحريته تستلزم احترام حقوق الآخرين. وكونه لم يوجد نفسه، يستلزم افتقاره إلى الخالق الذي أوجده، ووهب له الحياة، وهو الله خالق كل شيء، فالنفس ملك لله، وقتل الإنسان نفسه تجاوز لحدود الاختيار الذي منحه الله له، واعتبار الانتحار معصية لله، بعني: أن مفهوم الحرية الشخصية، لا يخرج عن كون الشخص عبدا مملوكا لله، وليس له مطلق الحرية.

#### الإيمان بالله واليوم الآخر
إن وجود الإنسان في الحياة يستلزم افتقاره إلى الخالق الذي أوجده، وهو الله، الذي دلت المخلوقات على وجوده، وبرهن على ربوبيته بإرسال الرسل، والوحي إليهم، واعتبار الانتحار معصية أو خطيئة، قائم على مبدء الإيمان بالله واليوم الآخر؛ لأن الانتحار استعجال الموت بإزهاق الروح، وتصرف بإمر مرده إلى الله، ويكون الامتناع عنه، ووصفه بالخطيئة نتيجة الإيمان بالله، والعلم بالجزاء على الأعمال في الحياة الأخروية. والمؤمن باليوم الآخر لا يجزع ولا يضجر ولا ييأس من روح الله، ولا يرى في ذلك هروبا من الواقع؛ لإيقانه بأن الموت ليس خلاصا من الحياة، وأن حياته لا تنتهي بالموت، وأن أي عقوبة لقاتل نفسه لن تتحقق إلا في الحياة الأخروية، إذ لا يمكن للناس معاقبة شخص ميت، كما أنه لا يعاقب أهل الميت بوزر لم يرتكبوه، بل يكون قاتل نفسه متحملا وزر القتل، وما قد يترتب عليه من تعذيب نفسه، وإقلاق أسرته وأصدقائه ومجتمعة، ولربما كانت وفاته سببا لتفويت حقوق والتزامات متعلقة بالآخرين.

### في الحديث
«عن أنس بن مالك رضي الله عنه قال النبي صلى الله عليه وسلم لا يتمنين أحدكم الموت من ضر أصابه فإن كان لا بد فاعلا فليقل اللهم أحيني ما كانت الحياة خيرا لي وتوفني إذا كانت الوفاة خيرا لي».
وفي رواية لأبي داود: «لا يدعون أحدكم بالموت لضر نزل به ولكن ليقل اللهم أحيني ما كانت الحياة خيرا لي وتوفني إذا كانت الوفاة خيرا لي».

### في القرآن
يتفق المسلمون على تحريم الانتحار، ومن النصوص القرآنية الدالة على ذلك، قول الله تعالى: ﴿يَا أَيُّهَا الَّذِينَ آمَنُوا لَا تَأْكُلُوا أَمْوَالَكُمْ بَيْنَكُمْ بِالْبَاطِلِ إِلَّا أَنْ تَكُونَ تِجَارَةً عَنْ تَرَاضٍ مِنْكُمْ وَلَا تَقْتُلُوا أَنْفُسَكُمْ إِنَّ اللَّهَ كَانَ بِكُمْ رَحِيمًا ۝٢٩﴾،
قال الطبري في تأويل قول الله تعالى: ﴿ولا تقتلوا أنفسكم﴾: «يعني بذلك -جل ثناؤه-: ولا تقتلوا أنفسكم، ولا يقتل بعضكم بعضا، وأنتم أهل ملة واحدة، ودعوة واحدة، ودين واحد. فجعل -جل ثناؤه- أهل الإسلام كلهم بعضهم من بعض، وجعل القاتل منهم قتيلا في قتله إياه، منهم بمنزلة قتله نفسه، إذ كان القاتل والمقتول أهل يد واحدة على من خالف ملتهما». وعن أسباط عن السدي: ﴿ولا تقتلوا أنفسكم﴾، يقول: «أهل ملتكم». وعن عطاء بن أبي رباح قال:«قتل بعضكم بعضا». كما أن قتل الإنسان نفسه معصية
وفي الدين الإسلامي يعد قتل الإنسان نفسه معصية، كما دلت النصوص على ذلك، وعلى أنه حرام في الشرائع السابقة، إلا أنه كان في بعض الأحيان عقوبة فرضها الله، على المخالفين من بني إسرائيل، كما يدل على ذلك قول الله تعالى: ﴿وَإِذْ قَالَ مُوسَى لِقَوْمِهِ يَا قَوْمِ إِنَّكُمْ ظَلَمْتُمْ أَنْفُسَكُمْ بِاتِّخَاذِكُمُ الْعِجْلَ فَتُوبُوا إِلَى بَارِئِكُمْ فَاقْتُلُوا أَنْفُسَكُمْ ذَلِكُمْ خَيْرٌ لَكُمْ عِنْدَ بَارِئِكُمْ فَتَابَ عَلَيْكُمْ إِنَّهُ هُوَ التَّوَّابُ الرَّحِيمُ ۝٥٤﴾.
وقال الله تعالى:
﴿وَلَوْ أَنَّا كَتَبْنَا عَلَيْهِمْ أَنِ اقْتُلُوا أَنْفُسَكُمْ أَوِ اخْرُجُوا مِنْ دِيَارِكُمْ مَا فَعَلُوهُ إِلَّا قَلِيلٌ مِنْهُمْ وَلَوْ أَنَّهُمْ فَعَلُوا مَا يُوعَظُونَ بِهِ لَكَانَ خَيْرًا لَهُمْ وَأَشَدَّ تَثْبِيتًا ۝٦٦﴾.

### تهلكة النفس
قتل الإنسان نفسه تهلكة النفس، وقد نهى الله عن ذلك، قال الله تعالى: ﴿وَأَنْفِقُوا فِي سَبِيلِ اللَّهِ وَلَا تُلْقُوا بِأَيْدِيكُمْ إِلَى التَّهْلُكَةِ وَأَحْسِنُوا إِنَّ اللَّهَ يُحِبُّ الْمُحْسِنِينَ ۝١٩٥﴾
قال البغوي: في تفسير قول الله تعالى: ﴿ولا تلقوا بأيديكم إلى التهلكة﴾:
«وقال زيد بن أسلم: كان رجال يخرجون في البعوث بغير نفقة فإما أن يقطع بهم وإما أن كانوا عيالا فأمرهم الله تعالى بالإنفاق على أنفسهم في سبيل الله ومن لم يكن عنده شيء ينفقه فلا يخرج بغير نفقة ولا قوت فيلقي بيده إلى التهلكة فالتهلكة أن يهلك من الجوع والعطش أو بالمشي». وقال محمد بن سيرين وعبيدة السلماني: «الإلقاء إلى التهلكة هو القنوط من رحمة الله تعالى». قال أبو قلابة: «هو الرجل يصيب الذنب فيقول قد هلكت ليس لي توبة فييأس من رحمة الله وينهمك في المعاصي فنهاهم الله تعالى عن ذلك»، قال الله تعالى: ﴿إنه لا ييأس من روح الله إلا القوم الكافرون﴾. سورة يوسف، آية: (87).

### الإصر
قال في تفسير البحر المحيط في تفسير قول الله تعالى: ﴿ربنا ولا تحمل علينا إصرا كما حملته على الذين من قبلنا﴾: قال ابن عباس، ومجاهد، وقتادة، والسدي، وابن جريج، والربيع، وابن زيد: «الإصر العهد والميثاق الغليظ». وقال ابن زيد أيضا: «الإصر: الذنب الذي لا كفارة فيه ولا توبة منه». وقال مالك: «الإصر الأمر الغليظ الصعب». وقال عطاء: «الإصر المسخ قردة وخنازير» وقيل: الإثم، حكاه ثعلب، وقيل: فرض يصعب أداؤه، وقيل: تعجيل العقوبة، روي ذلك عن قتادة. وقال الزجاج: «محنة تفتننا كالقتل والجرح في بني إسرائيل، والجعل لمن يكفر سقفا من فضة». وقال الزمخشري: «العبء الذي يأصر صاحبه، أي يحبسه مكانه لا يستقل به، استعير للتكليف الشاق من نحو: قتل النفس، وقطع موضع النجاسة من الجلد والثوب، وغير ذلك، انتهى».
قال القفال: «من نظر في السفر الخامس من التوراة التي يدعيها هؤلاء اليهود: وقف على ما أخذ عليهم من غليظ العهود والمواثيق، ورأى الأعاجيب الكثيرة».
﴿الذين من قبلنا﴾ المراد به اليهود، وقال الضحاك: والنصارى.
﴿ربنا ولا تحملنا ما لا طاقة لنا به﴾ قال قتادة: «لا تشدد علينا كما شددت على من كان قبلنا» وقال الضحاك: «لا تحملنا من الأعمال ما لا نطيق» وقال نحوه ابن زيد وقال ابن جريج: «لا تمسخنا قردة وخنازير». وقال السدي : «التغليظ والأغلال التي كانت على بني إسرائيل». 88

### الحديث
«عن ثابت الضحاك قال قال النبي ﷺ: "من حلف بغير ملة الإسلام فهو كما قال، قال ومن قتل نفسه بشيء عذب به في نار جهنم، ولعن المؤمن كقتله، ومن رمى مؤمنا بكفر فهو كقتله"».
قوله: «ومن قتل نفسه بشيء عذب به في نار جهنم». في رواية علي بن المبارك «ومن قتل نفسه بشيء في الدنيا عذب به يوم القيامة». وقوله: «بشيء» أعم مما وقع في رواية مسلم «بحديدة» ولمسلم من حديث أبي هريرة «ومن تحسى سما» قال ابن دقيق العيد: «هذا من باب مجانسة العقوبات الأخروية للجنايات الدنيوية». وقال ابن حجر: «ويؤخذ منه أن جناية الإنسان على نفسه كجنايته على غيره في الإثم لأن نفسه ليست ملكا له مطلقا بل هي لله تعالى فلا يتصرف فيها إلا بما أذن له فيه». وفي الحديث: دليل على المماثلة في القصاص، قال الله تعالى: ﴿وجزاء سيئة سيئة مثلها﴾.
روى مسلم في صحيحه حديث: «عن أبي هريرة قال قال رسول الله ﷺ "من قتل نفسه بحديدة فحديدته في يده يتوجأ بها في بطنه في نار جهنم خالدا مخلدا فيها أبدا ومن شرب سما فقتل نفسه فهو يتحساه في نار جهنم خالدا مخلدا فيها أبدا ومن تردى من جبل فقتل نفسه فهو يتردى في نار جهنم خالدا مخلدا فيها أبدا"».

### الحكم الشرعي
يعد قتل الإنسان نفسه معصية من كبائر الذنوب، ويكون قاتل نفسه عاصيا، ويعاقب في النار يوم القيامة، بسبب هذا الجرم الذي ارتكبه، ولا يخرج عن الإسلام بهذه المعصية، ولا يخلد في النار، قال الله تعالى: ﴿إن الله لا يغفر أن يشرك به ويغفر ما دون ذلك لمن يشاء﴾.

### الدليل على أن قاتل نفسه لا يكفر
روى مسلم في صحيحه، في: باب الدليل على أن قاتل نفسه لا يكفر حديث: «عن جابر أن الطفيل بن عمرو الدوسي أتى النبي صلى الله عليه وسلم فقال يا رسول الله هل لك في حصن حصين ومنعة قال حصن كان لدوس في الجاهلية فأبى ذلك النبي صلى الله عليه وسلم للذي ذخر الله للأنصار فلما هاجر النبي صلى الله عليه وسلم إلى المدينة هاجر إليه الطفيل بن عمرو وهاجر معه رجل من قومه فاجتووا المدينة فمرض فجزع فأخذ مشاقص له فقطع بها براجمه فشخبت يداه حتى مات فرآه الطفيل بن عمرو في منامه فرآه وهيئته حسنة ورآه مغطيا يديه فقال له ما صنع بك ربك فقال غفر لي بهجرتي إلى نبيه صلى الله عليه وسلم فقال ما لي أراك مغطيا يديك قال قيل لي لن نصلح منك ما أفسدت فقصها الطفيل على رسول الله صلى الله عليه وسلم فقال رسول الله صلى الله عليه وسلم اللهم وليديه فاغفر».
الدعاء له

### معنى الحديث
قوله: «فلما هاجر النبي ﷺ إلى المدينة؛ هاجر إليه الطفيل بن عمرو، وهاجر معه رجل من قومه، فاجتووا المدينة» بمعنى: كرهوا المقام بها لضجر، ونوع من سقم، فمرض فجزع فأخذ مشاقص، فقطع بها براجمه، فشخبت يداه، حتى مات فرآه الطفيل في منامه وهيئته حسنة ورآه مغطيا يديه فقال له: ما صنع بك ربك؟ فقال: «غفر لي بهجرتي إلى نبيه ﷺ»، فقال مالي أراك مغطيا يديك؟ قال: قيل لي: لن نصلح منك ما أفسدت. قال: «فقصها الطفيل على رسول الله ﷺ فقال رسول الله ﷺ: «اللهم وليديه فاغفر»». ورفع يديه بالدعاء له، طالبا له المغفرة، ولو كان موصوفا بالكفر؛ لما دعا له. قال النووي: «أما أحكام الحديث ففيه حجة لقاعدة عظيمة لأهل السنة أن من قتل نفسه أو ارتكب معصية غيرها ومات من غير توبة فليس بكافر، ولا يقطع له بالنار، بل هو في حكم المشيئة. وقد تقدم بيان القاعدة وتقريرها. وهذا الحديث شرح للأحاديث التي قبله الموهم ظاهرها تخليد قاتل النفس وغيره من أصحاب الكبائر في النار، وفيه إثبات عقوبة بعض أصحاب المعاصي فإن هذا عوقب في يديه ففيه رد على المرجئة القائلين بأن المعاصي لا تضر. والله أعلم».

### الانتحار في الديانة المسيحية
في أغلب المذاهب المسيحية يعتبر الانتحار ذنبا استناداً إلى كتابات المفكرين المسيحيين المؤثرين من العصور الوسطى مثل القديس أوغسطينوس والقديس توما الأكويني، ولم يعتبر الانتحار ذنب تحت الرمز البيزنطي المسيحي لجستنيان الأول. وعلى مر التاريخ في الكنيسة المسيحية، كان الأشخاص الذين يحاولون الانتحار يحرمون كنسيًا، أما أولئك الذين ماتوا بسبب الانتحار فكانوا يدفنون خارج المقابر المقدسة.